# Zenon Odya
Zenon Jerzy Odya (ur. 30 czerwca 1948 w Łęgu) – polski samorządowiec, w latach 1994–2010 prezydent Tczewa.

## Życiorys
Ukończył studia na Wydziale Elektroniki Politechniki Gdańskiej. Pracował w Instytucie Łączności w Gdańsku, a także w Ośrodku Informatyki Kolejnictwa w Olsztynie.
W 1990 został radnym tczewskiej rady miasta, od 1991 pełnił funkcję jej przewodniczącego. Od 1994 sprawował urząd prezydenta Tczewa. W bezpośrednich wyborach w 2002 i w 2006 był wybierany już w pierwszej turze na kolejne kadencje, startując z ramienia lokalnych komitetów.
W wyborach parlamentarnych w 2001 bez powodzenia kandydował do Sejmu z ramienia Platformy Obywatelskiej. W 2004 odmówił przyjęcia mandatu poselskiego, zwolnionego przez wybranego do Parlamentu Europejskiego Janusza Lewandowskiego. W wyborach w 2010 nie kandydował na urząd prezydenta Tczewa. Z listy Polskiego Stronnictwa Ludowego uzyskał natomiast mandat radnego sejmiku pomorskiego IV kadencji. W wyborach w 2011 bezskutecznie kandydował do Sejmu z listy PSL. W 2014, 2018 i 2024 z powodzeniem ubiegał się o reelekcję do sejmiku z rekomendacji Platformy Obywatelskiej.

## Odznaczenia i wyróżnienia
Został odznaczony m.in. Brązowym (2001) i Złotym (2010) Krzyżem Zasługi, Srebrnym Medalem „Za zasługi dla obronności kraju”, Medalem Komisji Edukacji Narodowej, odznaką honorową „Zasłużony dla transportu Rzeczypospolitej Polskiej”, srebrną odznaką „Zasłużony dla Ochrony Przeciwpożarowej”, Srebrnym Medalem „za Zasługi dla Policji” oraz odznaką „Zasłużony Działacz Turystyki”. W 2011 otrzymał honorowe obywatelstwo Tczewa.